# Franny Petersen-Storck
Franny Petersen-Storck (* 1955 in Karden an der Mosel) ist ein deutscher Maler.
Nach einer Lehre als Innendekorateur absolvierte er ein Studium der Malerei an der Hochschule für bildende Künste in Berlin bei Hoelzmann und Knispel sowie ein Studium der Freien Grafik an der Muthesius Kunsthochschule Kiel bei E. Thieme und F. Bauer. Er erhielt einen Lehrauftrag für zeichnerische Techniken im Fachbereich Architektur an der Muthesius-Hochschule Kiel und organisierte diverse kulturpolitische Aktivitäten (in Deutschland sowie unter anderem in Finnland und Norwegen), darunter für den Bundesverband Bildender Künstlerinnen und Künstler, den Landeskulturverband oder die Landesregierung Schleswig-Holstein. Er war zudem Mitglied des Kulturbeirates der Landeshauptstadt Kiel.
Seit 1979 wurden seine Werke auf diversen Ausstellungen gezeigt, so unter anderem:
- „Zeichnungen“, Frankfurter Kunstverein, 3. Ausstellung der Jürgen-Ponto-Stiftung
- Galerie in der Wendelinskapelle, Marbach a. N.
- „Vier junge Zeichner aus Kiel“, Stadtgalerie, Kiel
- „Grafiken“, Museo Arte Actual, Bogotá/Kolumbien
- „Kunstlandschaft S-H“, Künstlerhaus Graz/Österreich
- „Zeitgenössische Druckgrafik und Zeichnung“, Museum of History and Art, Varna/Bulgarien
- „Schleswig-Holsteini Kunstnikud“, Tallinn, Narva und Kohtla-Järve
- Galerie KX – Kunst auf Kampnagel -, Hamburg
- „Kunst aus S-H“, San Marino/Italien; „Zeichnungen“, Werkstattgalerie, Bremen.

Seine Arbeiten befinden sich in privaten und öffentlichen Sammlungen, so unter anderem: Kulturbesitz der Landeshauptstadt Kiel, Kulturbesitz des Landes Schleswig-Holstein, Kunstsammlung der Vereins- und Westbank im Hansa Carree-Hamburg, Kunstsammlung des Sparkassen- und Giroverbandes Schleswig-Holstein.

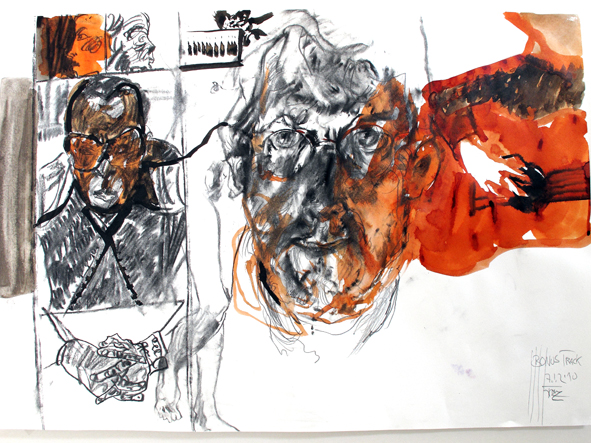
Miles uns Ich
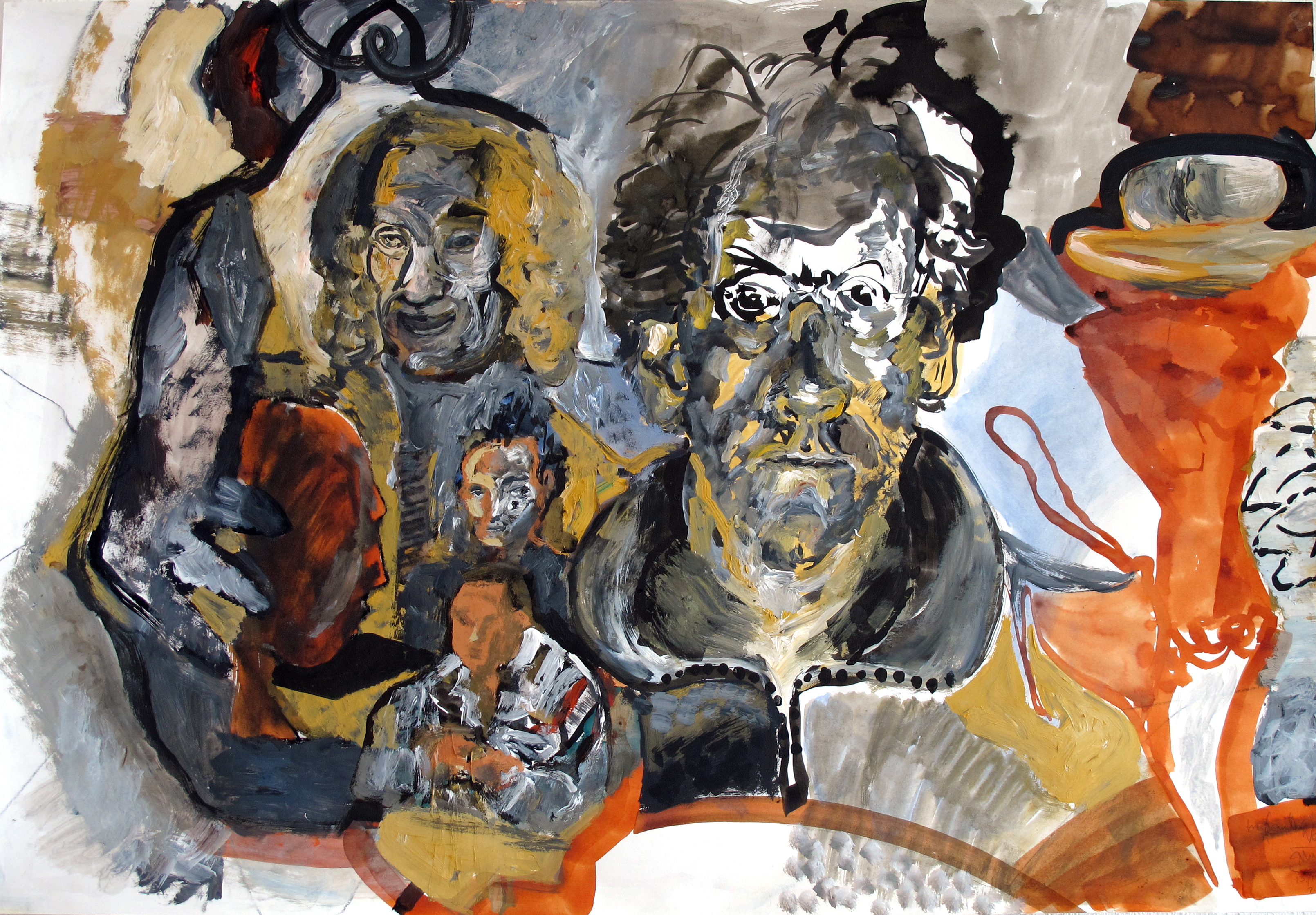
Zeichnend
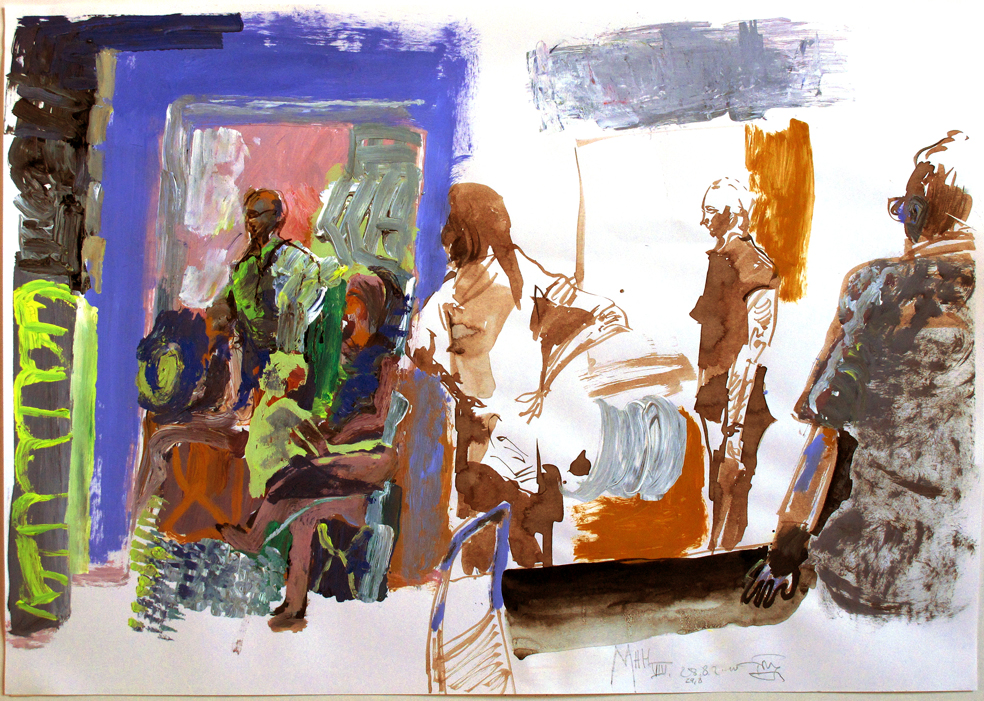
Museum 1
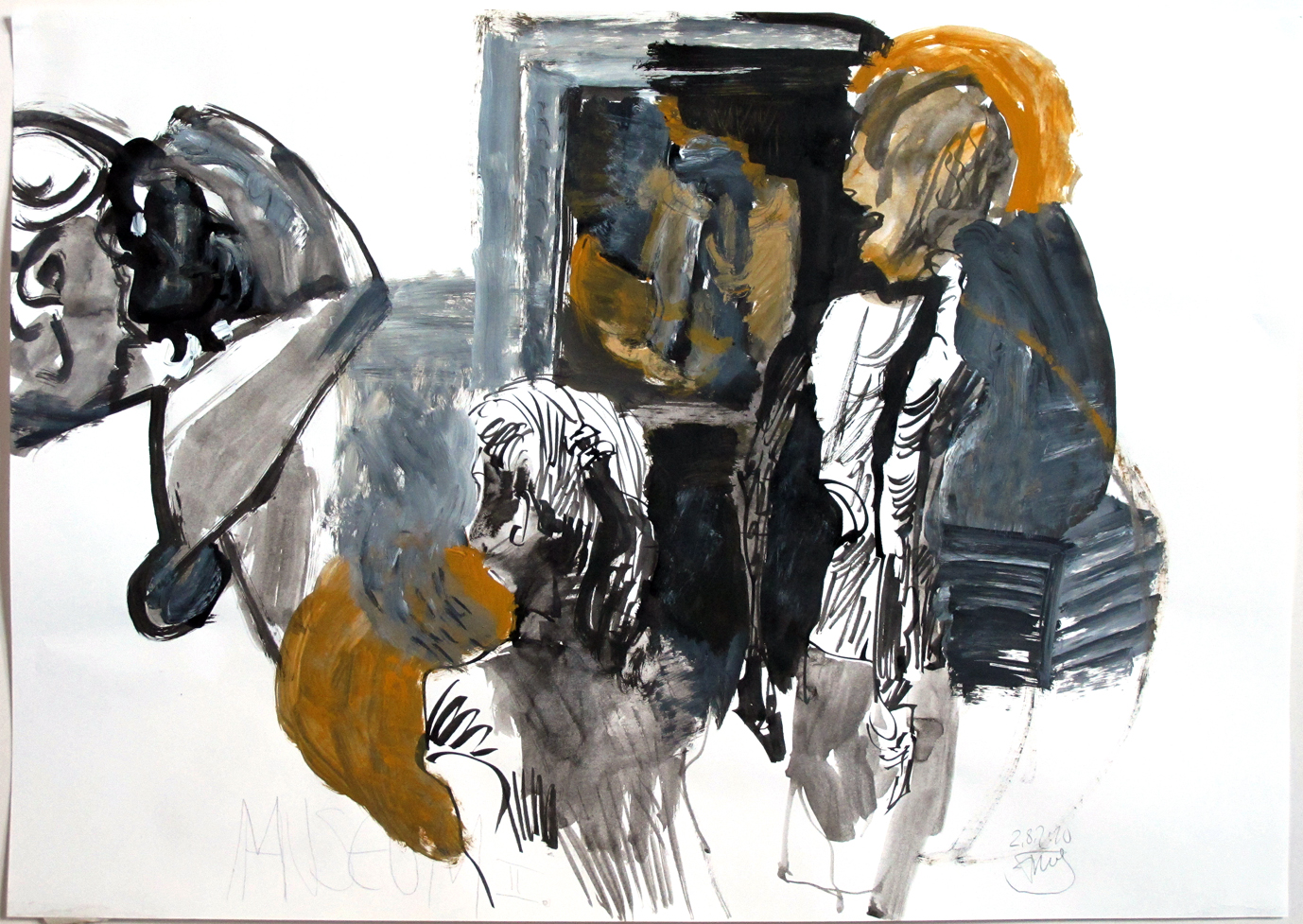
Museum 2